# آلبرشت شوون
آلبرشت شوون (انگلیسی: Albrecht Schöne؛ زادهٔ ۱۷ ژوئیهٔ ۱۹۲۵ ‏(۹۹ سال)) استاد دانشگاه اهل آلمان است.